# 贾罗德·弗莱彻
贾罗德·弗莱彻（英語：Jarrod Fletcher，1983年10月20日—），澳大利亚男子拳击运动员。他曾代表澳大利亚参加2006年英联邦运动会拳击比赛，获得一枚金牌。他也曾参加2008年夏季奥林匹克运动会。